# Vår tideräkning
| "Vår tideräkning"-nomenklatur |
| --- |
| Efter Kristus: ombeteckningsalternativ - Vår tideräkning, kortform: vt eller v.t. - Efter vår tideräkning, kortform: evt eller e.v.t. Före Kristus: ombeteckningsalternativ - Före vår tideräkning, kortform: fvt eller f.v.t. - Före vår tideräknings början, kortform: fvtb eller f.v.t.b. |

Vår tideräkning, kort v.t., är en alternativ beteckning för den gregorianska kalenderns (och dess föregångare den julianska kalenderns) epok (år 1) – anno Domini (Kristi födelse) – avsedd att markera avstånd från kopplingen till kristendomen genom ombeteckningar av gregorianska årtal. Gregorianska årtal före år 1 ombetecknas med suffixet "före vår tideräkning" ("f.v.t.") istället för "före Kristus" ("f.Kr.") och årtal efter och inklusive år 1 ombetecknas med suffixet "efter vår tideräkning" ("e.v.t.") istället för "efter Kristus" ("e.Kr.") – se höger tabell för förekommande ombeteckningsalternativ. I båda systemen saknas år noll. Kortformerna av vår tideräkning används i mindre utsträckning än "f.Kr." och "e.Kr" men förekommer i vissa läroböcker.
Förkortningarna har tillkommit under andra hälften av 1900-talet i avsikt att vara konfessionsneutrala alternativ på svenska till de traditionella f.Kr. respektive e.Kr. Med "vår" avses en neutral beteckning på vedertagen västerländsk gregoriansk era (GE), som brukas allmänt internationellt i officiella sammanhang. V:et i kortformer av vår tideräkning (vt, evt, fvt, etc) förekommer dock utläst förslagsvis som "västerländsk tideräkning" eller "vanlig tideräkning" som alternativ. Språkrådet har ifrågasatt att det verkligen skulle vara mer neutralt att dölja tideräkningens utgångspunkt ifrån Kristi födelse istället för att deklarera den öppet. Även om kopplingen till kristen tro gör att skrivningen "före Kristus" kan upplevas som kontroversiell, rekommenderar Språkrådet i Norge "före och efter Kristus" som teologiskt neutrala uttryck i vanligt språkbruk.
F.v.t. (och motsvarande begrepp på andra språk) används av en del teologer för att undvika paradox när man talar Jesu födelse, som anses ha skett någon gång mellan åren 7 f.v.t. och 4 f.v.t. Jehovas vittnen övergick till att enbart använda f.v.t. och v.t. (och motsvarande begrepp på andra språk) på 1960-talet i tidskriften Vakttornet, utom i vissa citat.[källa behövs]

## Motsvarande termer internationellt
Den gregorianska kalendern används idag i de flesta länder, oavsett religion och politisk ideologi, i många fall inkluderande en referens till Kristus. Det engelska språkets traditionella uttryck Anno Domini (AD, i Herrens år) och Before Christ (BC, före Kristus) kom till under en tid, då kristendom hade de facto hegemoni i västvärlden. Uttrycken kan upplevas besvärande för exempelvis ateister och rättrogna judar att använda, då dessa kan ha tagit ställning mot kristendom och inte anser att Jesus har sådan särställning som Dominus (Herre) och Kristus (Messias).
Den tidigast hittills upptäckta förekomsten av motsvarigheten till f.v.t. och v.t. på latin (vulgaris aerae) är i en bok från 1615 av Johannes Kepler. Vulgaris aerae (vanlig eller allmän tidräkning) skulle skiljas från det regnala året som angav hur länge monarken hade regerat och var alltså kungligt. Språkbruket har förekommit i latin sedan 1701. 
Under franska revolutionen, då republikaner tog ställning mot statsreligion, brände kyrkor och försökte skapa en sekulär stat, gjordes försök att undvika kristna referenser. Termerna "avant Notre ère" (f.v.t.) och "Notre ère" (v.t.) kom därmed att spridas i Frankrike, med flera länder. 
I socialistiska länder i Sovjetblocket utgjorde motsvarigheter till v.t. och f.v.t. standardformulering, exempelvis i Östtyskland användes v.d.Z (vor der Zeitrechnung) och v.u.Z. (vor unserer Zeitrechnung). I dagens tyska litteratur om icke-kristna religioner, särskilt judendomen, används v.d.Z. På tyska används "unser" och på ryska och ukrainska "наша" i samma betydelse utifrån samma kalender som "vår" på svenska.
I den engelsktalande världen förekommer och ökar användningen av den engelska varianten BCE (before common era) och CE (common era) i stället för de traditionella BC och AD även om de senare fortfarande är vanligare. Den amerikanska TV-kanalen History Channel använder BCE och CE enbart vid religiösa icke-kristna ämnen såsom judendom. 
På spanska skriver man i analogi med det engelska bruket "A.E.C." för Antes de la Era Común och "E.C." för Era Común. Samma analogi används på franska och kinesiska (公元 gongyuan, ordagrant ungefär 'allmän startpunkt'). Även i Japan kan den kinesiska beteckningen förekomma, men vanligast är (西暦) seireki, som betyder 'västerländsk kalender'.